# Смерть Дэвида Боуи
10 января 2016 года британский рок-музыкант Дэвид Боуи скончался в своём доме на Лафайет-стрит в Нью-Йорке после 18 месяцев борьбы с раком печени. Музыкант умер через два дня после релиза своего двадцать шестого студийного альбома Blackstar, выпуск которого совпал с его 69-летием.
Боуи скрывал свою болезнь, поэтому его смерть стала потрясением для общественности. Импровизированные мемориалы были созданы в Лондоне, Нью-Йорке, Берлине и других городах, в которых жил артист; продажи его альбомов и синглов значительно выросли. Соболезнования выразили коллеги музыканта и общественные деятели. Во многих панегириках отмечалось влияние Боуи на музыку, моду и культуру, а также статус одного из самых влиятельных музыкальных исполнителей всех времён.

## Болезнь
В середине 2014 года у Боуи был диагностирован рак печени. Он рассказал о своём состоянии только членам семьи и людям, с которыми работал в тот период; Иво ван Хове, с которым Боуи сотрудничал над бродвейским мюзиклом «Лазарь», узнал об этом вскоре после того, как врачи уведомили самого музыканта. Тони Висконти, другу Боуи и продюсеру многих его альбомов, включая последний, рассказали об этом в январе 2015 года. Висконти вспомнил, что Боуи полностью облысел после химиотерапии, когда они разговаривали на эту тему. Однако многие музыканты, сотрудничавшие с Боуи долгий период времени, такие как Майк Гарсон, Джерри Леонард, Брайан Ино, Найл Роджерс, Ривз Гэбрелс, Тина Тёрнер, Игги Поп, Стерлинг Кэмпбелл, Эрл Слик и Гейл Энн Дорси, оставались в неведении по поводу его болезни и были шокированы новостью, что он умер.
К середине 2015 года появилась надежда, что рак находится в стадии ремиссии, однако к ноябрю 2015 года болезнь распространилась по всему организму, и врачи констатировали, что музыкант неизлечим. Боуи снимался в музыкальном видео на песню «Lazarus», когда было принято решение прекратить лечение рака. Последнее публичное выступление музыканта состоялось 7 декабря 2015 года на премьере его мюзикла «Лазарь». Боуи выпустил свой последний студийный альбом Blackstar 8 января 2016 года, в свой 69-й день рождения. Сообщается, что артист составил пятилетний план того, как он бы хотел распорядиться своей музыкой после смерти.
Боуи умер 10 января 2016 года, и на его официальной странице в Facebook было опубликовано сообщение: «10 января 2016 года — сегодня Дэвид Боуи мирно скончался в окружении своей семьи после мужественной 18-месячной борьбы с раком. Хотя многие из вас разделят эту утрату, мы просим вас уважать частную жизнь семьи [музыканта] в период их скорби».
12 января 2016 года, в соответствии с завещанием, Боуи был кремирован в Нью-Джерси, а его прах развеян на Бали, по канонам буддийских ритуалов. Боуи отдыхал на Бали в 1980-х и написал песню «Tumble and Twirl» о своих приключениях.

## Реакция

### David Bowie Is
В период с 2013 по 2018 годы проходила передвижная выставка David Bowie Is, посвящённая Дэвиду Боуи, на которой демонстрировались памятные вещи, посвящённые жизни и творчеству музыканта. На момент смерти Боуи выставка базировалась в Гронингенском музее (Нидерланды). Музей рассмотрел вопрос об отмене шоу — по этическим причинам, также возникли дискуссии о том, следует ли сохранить название в настоящем времени (Дэвид Боуи — это). В итоге было принято решение о продлении выставки на 4 недели, чтобы скорбящие фанаты могли её посетить.

### Фанаты
Спустя несколько часов после смерти Боуи его фанаты начали возводить импровизированные мемориалы по всему миру. В Брикстоне, где родился Боуи, символическим местом памяти стала фреска, нарисованная в 2013 году австралийским художником Джимми Си, фанаты оставляли возле неё цветы, пластинки и рукописные сообщения. На фреске изображён Боуи с обложки альбома Aladdin Sane, со знаменитой красно-синей полосой, идущей по диагонали через его лицо. В Берлине фанаты оставляли цветы возле квартиры, в которой жили Боуи и Игги Поп, пока Боуи создавал «Берлинскую трилогию» альбомов — Low, «Heroes» и Lodger — в конце 1970-х, а также альбомы Попа The Idiot и Lust for Life (на которых выступил в качестве продюсера). Цветы также оставляли возле квартиры музыканта в Нью-Йорке и рядом с его звездой на Аллее славы в Голливуде. В Милане фанаты провели флешмобную панихиду возле Колоннады Сан-Лоренцо, а поклонники из Рио-де-Жанейро почтили память Боуи на февральском карнавале в Рио. В Японии, через несколько часов после смерти Боуи, преданный фанат был задержан за то, что публично угрожал покончить жизнь самоубийством, размахивая ножом.

### Коллеги музыканта
В связи со смертью Дэвида Боуи высказалось множество его коллег по сцене. Так, Тони Висконти — один из главных соратников Боуи, спродюсировавший ряд его альбомов, включая «Берлинскую трилогию», Young Americans и последний лонгплей музыканта, Blackstar, писал: «Он всегда делал то, что хотел. И он хотел делать это по-своему, и делать наилучшим образом. Его смерть ничем не отличалась от его жизни — произведение искусства. Он создал для нас „Blackstar“, свой прощальный подарок. В течение года я знал, что его смерть приближается. Однако, я не был к этому готов». Висконти подчеркнул, что Боуи был «необыкновенным человеком», который навсегда останется в людских сердцах.
Британский музыкант Мик Джаггер назвал Боуи своим источником вдохновения и настоящим оригиналом, отметив что он был «бесстыден в своей работе» и подытожив, что будет очень скучать по своему другу. Ещё друг и коллега «хамелеона рок-музыки» Игги Поп назвал его «светом моей жизни», в то время как певица Мадонна написала в Твиттере: «Талантливый. Уникальный. Гений. Человек, который поменял правила игры» и спела «Rebel Rebel» на своём концерте в Хьюстоне. Бывшие члены рок-группы Queen, с которой он вместе сочинил песню «Under Pressure», опубликовала в Твиттере ссылку её музыкальное видео со словами: «Это наш последний танец…» (процитировав строчку из совместной композиции).
Один из ведущих артистов британской сцены Элтон Джон отметил влиятельность Дэвида Боуи и актуальность его творчества, подчеркнув, что его музыка говорит сама за себя. «Он был новатором» — подытожил певец, «он менял границы, делал всё на собственных условиях, что является редкостью для любого артиста». В память о своём коллеге он исполнил кавер-версию одной из самых известных его песен, «Space Oddity», на концерте в Лос-Анджелесе через два дня после его смерти.
Певица Кейт Буш, известная тем, что редко делает публичные заявления, так высказалась о смерти музыканта: «У Дэвида Боуи было всё. Он был умным, творческим, смелым, харизматичным, крутым, сексуальным и по-настоящему вдохновляющим как в визуальном, так и в музыкальном плане». Артистка отметила впечатляющую продолжительностью и ошеломительность «выдающейся» карьеры музыканта. Подытожив, что есть великие люди, которые делают великие дела, «Но кто ещё оставил такой след, как он?» — задалась вопросом Буш, «Таких больше нет». Рэпер Канье Уэст назвал Боуи одним из своих «важнейших вдохновений», а рок-музыкант Билли Айдол отметил, что он подтолкнул других выйти за «рамки нормы».
Фронтмен британской электронной группы Depeche Mode Дэйв Гаан признался, что сначала не поверил новостям, осознав трагедию лишь после разговора с женой, которой пришлось приводить его в чувство — морально поддержав супруга вместе с дочерью. Музыкант признался, что смерть его коллеги очень сильно потрясла его — он разрыдался из-за переполняющих чувств, ощутив себя «на краю пропасти». Также музыкант подчеркнул, что очень жалеет, что так и не смог ни разу не поговорил с Боуи по-душам, когда мимоходом встречал его на общих мероприятиях, и не сказал: «Знаешь, Дэвид, я время от времени сталкиваюсь с тобой, но я никогда не говорил тебе, как много твоя музыка значила для меня все эти годы»".
3 марта 2016 года рок-группа The Who почтила Боуи во время концерта в Мэдисон-сквер-гарден видеоизображениями музыканта, отметив: «Нам будет не хватать нашего друга, настоящей иконы музыки и искусства и выдающегося новатора».
«Ну, кто же не любит Дэвида Боуи?» — задалась вопросом певица Дебби Харри, комментируя новости о смерти «художника-мечтателя, музыканта, актёра, человека эпохи возрождения», который «подарил» общественности длинный список полный «прекрасных» песен, таких как «Heroes», «Rebel Rebel», «Young Americans», «Diamond Dogs» и «The Jean Genie», а также ряд «памятных киноролей» в таких фильмах, как «Человек, который упал на Землю», «Баския», «Лабиринт», «Голод». «У меня не хватает слов, чтобы рассказать как сильно я его люблю» — подытожила она. Экс-битл Пол Маккартни поделился совместной фотографией с музыкантом в Instagram, подписав её следующими словами: «Дэвид был великой звездой, и я дорожу моментами, которые мы провели вместе. Его музыка сыграла очень важную роль в истории британской музыки, и я с гордостью думаю о том огромном влиянии, которое он оказал на людей по всему миру». В свою очередь лидер U2 Боно заявил: «Мне нравилось, что Боуи одновременно тянуло в сторону поп-звезды и Пикассо», в сторону искусства и популизма. «Это мой любимый вариант, когда песни сочиняются дисциплинированно, а записываются — нет» — подытожил он.
Брюс Спрингстин назвал смерть Дэвида Боуи большой утратой для его группы E Street Band и лично для себя. Он похвалил его прозорливость а также назвал одним из первых сторонников своей музыки: «Непрерывно меняющийся и идущий впереди всех, он был артистом, к совершенству которого вы стремились. Его будет очень не хватать». Сославшись интервью на кавер-версии песен «Growin’ Up» и «It’s Hard to Be a Saint in the City», которые Боуи записал в самом начале карьеры Спрингстина, тем самым продвигая творчество музыканта. 16 января, во время первого шоу концертного тура The River Tour 2016 (в Питтсбурге), Спрингстин и E Street Band вышли «на бис» с кавером на песню «Rebel Rebel».
В своём прощальном слове о Боуи авангардистка Йоко Оно отметила долгую дружбу музыканта с ней и Джоном Ленноном, поблагодарив его за то, что он «фактически заменил ему отца» для её сына Шона после смерти Леннона: «Джон и Дэвид уважали друг друга. Они были друг другу под стать по интеллекту и таланту. У нас с Джоном было очень мало друзей, и мы чувствовали, что Дэвид был так же близок, как семья. Когда Шон учился в школе-пансионе в Швейцарии, Дэвид встречал его и забирал на прогулки по музеям, позволял Шону бывать в его студии в Женеве. Новость о смерти Дэвида будет тяжёлой для него, я знаю. Но у нас есть приятные воспоминания [связанные с ним], которые навсегда останутся с нами».
Российский музыкальный критик Артемий Троицкий заявил, что Боуи был гением поп-культуры и её главным идеологом: «Если говорить о роли Дэвида Боуи в мировой музыкальной культуре, никакие комплименты и хваления не будут слишком преувеличены, поскольку Боуи действительно гений поп-культуры, главный ее идеолог последних 45 лет». Музыкант Борис Гребенщиков, который познакомился с Боуи в 1987 году во время первого посещения Соединённых Штатов с целью записи альбома Radio Silence (одно время ходили слухи, что именно Дэвид будет продюсером пластинки, однако, в итоге, им стал участник Eurythmics Дэйв Стюарт), так высказался о смерти музыканта: «Упокой Господь его душу».
Юрий Шевчук, который был на московском концерте Боуи 1996 года, назвал его замечательным художником, ответив, что он оказал серьёзное воздействие на музыкальную культуру России в 1980-х годах. Повлияв на советских артистов новой волны, таких как: Борис Гребенщиков, группы «Кино», Nautilus Pompilius, «Агата Кристи». Александр Ф. Скляр охарактеризовал музыканта, как «одного из самых великих артистов современности» подчеркнув, что «Всю свою колоссальную по длительности творческую жизнь — 50 лет на сцене — он удивлял. Никогда Боуи не был одинаковый, всегда разный и необычный». Скляр подытожил, что смерть Боуи — потеря для современной музыки и для искусства в целом, «которая невосполнима»: «Заменить Дэвида Боуи некому: он уникален. Он привносил аристократизм в современное искусство». В свою очередь, Сергей «Африка» Бугаев назвал «рок-хамелеона» «одним из самых изящных мировых рок-музыкантов», а также одним самых почитаемых в мире, подчеркнув: «Он внёс огромный, просто нечеловеческий вклад в то, что сейчас называется рок-музыкой». Как и Юрий Шевчук отметив влияние музыканта на становление советской и российской рок-музыки: «У нас есть такие люди, как Гребенщиков, Цой и т.д. Так вот, к проникновению рок-музыки с Запада в СССР через ленинградские рок-клубы имел отношение и Дэвид Боуи — его энергетические флюиды. Мы все ему лично благодарны за помощь в нашей работе».

### Отсылки из околокультурных сфер
Премьер-министр Великобритании Дэвид Кэмерон воздал должное земляку, назвав его «огромным британским талантом» и «мастером переизобретений». Заявив, что «в музыкальном, творческом и артистическом плане Боуи был гением».
Министерство иностранных дел Германии опубликовало в Твиттере сообщение: «До свидания, Дэвид Боуи. Теперь ты среди #Героев. Спасибо за помощь в разрушении #стены», ссылаясь на время, проведённое Боуи в Берлине в 1970-х, а также на его концерт 1987 года у Берлинской стены.
Кардинал Ватикана Джанфранко Равази написал в Твиттере несколько строчек из песни «Space Oddity» в память о смерти музыканта.
Учитывая астрономическую тему нескольких произведений музыканта, дань уважения исходила также от многочисленных астронавтов и астрономов, включая Криса Хэдфилда и Нила де Грасса Тайсона. Представители НАСА написали: «Сегодня звезды выглядят совсем иначе» в официальном аккаунте ведомства в Твиттере, напрямую цитируя фразу из «Space Oddity».

## Анализ альбома Blackstar
Последний альбом Боуи, Blackstar, название которого было стилизованно под символ ★, после смерти музыканта подвергся тщательному анализу. В прессе обсуждались различные зашифрованные послания автора по поводу своего предсмертного состояния. Второй сингл пластинки, «Lazarus», включает строчки: «Посмотри сюда, я на небесах / У меня есть шрамы, которые нельзя увидеть», которые были продублированы в многочисленных новостных публикациях после смерти артиста. Также считалось, что название альбома, «Blackstar», символизировало смерть; название якобы ссылается на раковое поражение организма музыканта, также этот термин, обозначает переходное состояние между коллапсирующей звездой и сингулярностью. Помимо этого, «Blackstar» напоминает название малоизвестной песни о смерти одного из музыкальных кумиров Боуи, Элвиса Пресли, в которой есть текст «Когда человек видит свою чёрную звезду, он знает, что его время пришло». По сюжету клипа на песню «Lazarus» Боуи лежит в больничной койке с пуговицами на глазах поверх перемотанных бинтов (как с монетами на глазах покойника), также, на протяжении видео, он медленно пятится в сторону деревянного шкафа — в конце дверь за ним захлопывается, помимо этого музыкант сидит за письменным столом, с расположенным на нём чёрным черепом — многим казалось, что всё это символизировало неминуемую смерть артиста.
Другие песни альбома также были тщательно изучены; например, в композиции «Dollar Days» есть строчка: «Не верь ни на секунду, что я забываю тебя / Я пытаюсь /Я умираю». Некоторые публицисты полагали, что название и припев последнего трека альбома «I Can’t Give Everything Away» отсылали к тому, что Боуи держал в тайне свою приближающуюся смерть, намекая на неё на протяжении всей пластинки. Считалось, что используемое в нём соло на губной гармонике из «A New Career in a New Town» — инструментальной композиции из альбома Боуи Low 1977 года, чьё название отсылает к его переезду в Берлин, — является намёком на то, что Боуи начинает новый, «загробный», этап своей жизни.
Продюсер Тони Висконти, постоянный соратник Дэвида Боуи со времён записи «Space Oddity» в 1969 году, отозвался об альбоме «Blackstar» как о «прощальном подарке» певца.

## Влияние на рост продаж музыки
Сразу после смерти музыканта резко выросли продажи его альбомов и синглов. Резко ускорились продажи Blackstar, который подбирался к вершине чарта Великобритании, в итоге он лидировал в нём в течение трёх недель, а также возглавил чарт Billboard 200 в Соединённых Штатах. Помимо этого, альбом занял 1-е место в хит-парадах ещё 24 странах, включая Францию, Германию и Италию, а также вошёл в пятерку лучших ещё в шести государств, включая Японию и Южную Корею.
В США совокупные продажи альбомов и песен Боуи выросли до 682 000 копий после его смерти, что составляет рост более чем на 5 000 %. Ещё девять альбомов музыканта вернулись в Billboard 200, в том числе The Rise and Fall of Ziggy Stardust and the Spiders from Mars, Hunky Dory, Let’s Dance, Aladdin Sane, Low и The Next Day. В чарте Billboard Hot Rock Songs Боуи побил рекорд по количеству песен одного исполнителя с 21-й композицией.
Blackstar уступил 1-е место в британском чарте компиляции Боуи 2002 года Best of Bowie, что сделало его первым артистом, занявшим два первых места подряд с разными альбомами со времён смерти Майкла Джексона в 2009 году. В течение недели после смерти Боуи 19 его альбомов и 13 синглов вернулись в Top-100 хит-парада Соединённого Королевства, а сингл 1977 года «„Heroes“» и вовсе обновил свой исторический максимум — достигнув 12-го места. Позже Боуи сравнялся с рекордом Элвиса Пресли по количеству альбомов, находившихся в Top-40 британского чарта одновременно, с двенадцатью пластинками.
Во Франции три сингла Боуи вошли в десятку лучших местного чарта, в том числе «Space Oddity», который занял первое место — тем самым став первым синглом музыканта ставшим № 1 в этой стране. Сборник Боуи Nothing Has Changed также обновил показатели в чартах стран, где он никогда не входил даже в Top-10, поднявшись на первое место в Новой Зеландии (где провёл четыре недели), на третье место в Австралии, на четвёртое место в Австрии и Германии, пятое в Швейцарии, шестое в Нидерландах, седьмое в Венгрии и девятое в Италии. Помимо этого, интерес к музыке Боуи на потоковом сервисе Spotify вырос на 2822 %, в то время как клипы музыканта заняли десять первых позиций в видеочарте iTunes.
В 2016 году Боуи был признан самым продаваемым исполнителем в Великобритании на «виниле», с пятью альбомами в Top-30 соответствующего чарта, в числе которых был Blackstar — ставший самым продаваемым виниловым альбомом года. Представители компании BPI, курирующей чарты продаж, отмечали, что альбом Боуи, вероятно, «разошёлся бы большим тиражом», даже если бы музыкант не умер, что, конечно, сказалось на спросе.
Впоследствии представители компании Spotify сообщили, что на международном уровне интерес к музыке Дэвида Боуи после его смерти возрос на 2000 %.

## Дань памяти
Многие артисты исполняли на своих концертах песни Боуи в течение нескольких недель после смерти музыканта, в том числе Элтон Джон, Мадонна, Принс, Брюс Спрингстин и Red Hot Chili Peppers. Также, мероприятия посвящённые Боуи прошли во многих городах мира. Анонсированный ещё до смерти музыканта концерт в Карнеги-холле, под названием «Музыка Дэвида Боуи», был переорганизован в поминальное мероприятие; билеты были распроданы за два часа. Помимо этого, ряд артистов выступили и отдали дань уважения на поминальном мероприятии в лондонской Union Chapel через шесть дней после смерти артиста. Руководители «Грэмми» попросили Леди Гагу выступить с трибьютом Дэвиду Боуи на 58-й церемонии премии — артистка исполнила попурри из его песен: «Space Oddity», «Changes», «Ziggy Stardust», «Fame» и «Let’s Dance». В Новом Орлеане традиционный городской парад во Французском квартале возглавила группа Arcade Fire (с которыми неоднократно сотрудничал Боуи). Мероприятие было проведено в феврале, и фанаты заполнили улицы, одевшись в наряды, вдохновленные творчеством музыканта. 31 октября 2016 года, на концерте в MGM Grand Garden Arena, рок-группа Phish исполнила альбом Боуи The Rise and Fall of Ziggy Stardust and the Spiders from Mars целиком — выступая в хэллоуинских костюмах. В феврале 2016 года Боуи был удостоен награды Brits Icon, через несколько недель после кончины. Панегирик музыканту зачитала Энни Леннокс, после этого певица Лорд исполнила «Life on Mars?» со старой гастрольной группой Боуи. Награду от его имени принял друг музыканта — актёр Гэри Олдмен.
29 января 2016 года Кэт Робишо исполнила трибьют-песню под названием «A Song for David Bowie» на концерте в Misfit Cabaret: Whimsea, а позже выпустила на неё видеоклип.
Видеоигра Omikron: The Nomad Soul, в которой Боуи озвучивал персонажей, сочинял саундтрек и участвовал в написании сюжета, была доступна для бесплатной загрузки в течение недели после смерти музыканта.
Боуи упоминался в музыкальном трибьюте «In Memoriam» на 88-й церемонии вручения премии «Оскар», который исполнил Дэйв Грол.
Лин-Мануэль Миранда, сочинявший песни для мультфильма «Моана» в период после смерти артиста, сказал: «В то время, пока мир оплакивал Боуи, я слушал его музыку непрерывно». В результате песня «Shiny» стала, отчасти, данью его памяти.
В финале 15-го сезона музыкального шоу American Idol победители исполнили на сцене некоторые из самых известных песен Дэвида Боуи.
Гленн Бранка, которого Боуи называл одним из источников вдохновения музыки группы Tin Machine, выпустил «The Light (for David)» в 2016 году. Бранка назвал Боуи «своего рода музой» и написал это произведение как дань уважения музыканту.
На непродолжительное время уличный знак на Боуи-стрит в Остине, штат Техас (названной в честь героя Аламо — Джима Боуи) был изменён на «Улицу Дэвида Боуи».